# 다테노역 (구마모토현)
다테노역(일본어: 立野駅)은 일본 구마모토현 아소군 미나미아소촌에 위치한 규슈 여객철도 · 미나미 아소 철도의 철도역이다. 호히 본선의 소속역이며, 이 역을 기점으로 하는 미나미 아소 철도 다카모리 선 등 2개의 노선을 운영하고 있다. 단선 · 섬식의 형태를 갖춘 2면 3선 구조의 복합 승강장을 가진 지상역이다.

## 타는 곳
| 미나미아소 철도 승강장 | ■ 다카모리 선 |        | 다카모리 방면            |
| JR 승강장 1            | ■ 호히 본선   | (상행) | 히고오즈 · 구마모토 방면 |
| JR 승강장 2            | ■ 호히 본선   | (하행) | 아소 · 오이타 방면       |

## 역 주변
- 규슈 전력 구로카와 제1발전소
- 국도 제57호선

## 역사
- 1916년 11월 11일 : 미야지게이벤 선의 역으로서 철도원이 개업.
- 1922년 9월 2일 : 미야지게이벤 선이 미야지 선으로 개칭.
- 1928년 12월 2일 : 호히 본선이 전선 개통, 미야지 선을 호히 본선에 편입함과 함께 다테노 - 다카모리 간을 다카모리 선으로 분리.
- 1986년 4월 1일 : 다카모리 선이 미나미 아소 철도로 전환.
- 1987년 4월 1일 : 일본국유철도 분할 민영화에 의해, 규슈 여객철도가 승계.
- 2012년 7월 12일 : 규슈 북부 폭우에 의해 불통이 되었지만, 같은 해 7월 24일에 이 역을 포함한 구간은 운전을 재개했다.
- 2013년 4월 1일 : 무인화.

## 같이 보기
- 다테노역 (사가현)

| 호히 본선                   | 호히 본선   | 호히 본선            |
| --------------------------- | ----------- | -------------------- |
| 세타 구마모토 방면          | ■ 호히 본선 | 아카미즈 오이타 방면 |
| 미나미아소 철도 다카모리 선 |             |                      |
| 시·종착역                   |             | 조요 다카모리 방면   |